# Herbert Morét
Herbert Morét (* 9. Juli 1920 in Königsberg; † 9. Mai 2009 in Leichlingen (Rheinland)) war ein deutscher Baptistenpastor. Von 1968 bis 1981 stand er an der Spitze des Bundes Evangelisch-Freikirchlicher Gemeinden in der DDR (Baptisten-, Elim- und Brüdergemeinden).

## Leben
Herbert Morét entstammte einem baptistischen Elternhaus. Nach dem Zweiten Weltkrieg studierte er von 1947 bis 1950 am Theologischen Seminar des Bundes Evangelisch-Freikirchlicher Gemeinden, das seinen Sitz derzeit in Hamburg-Horn hatte, dessen Lehrbetrieb jedoch wegen der durch Kriegseinwirkung zerstörten Seminargebäude in die damalige Bibelschule Wiedenest ausgelagert worden war. Morét absolvierte seine Probezeit (Vikariat) in der Evangelisch-Freikirchlichen Baptistengemeinde Neubukow-Wismar (DDR). Auch nach seiner Anerkennung als Pastor des Bundes Evangelisch-Freikirchlicher Gemeinden, die 1953 erfolgte, verblieb er zunächst im Dienst der Gemeinde Neubukow-Wismar. 1959 wechselte Morét in die Baptistengemeinde Eberswalde (DDR) und versah dort über 10 Jahre den pastoralen Dienst.

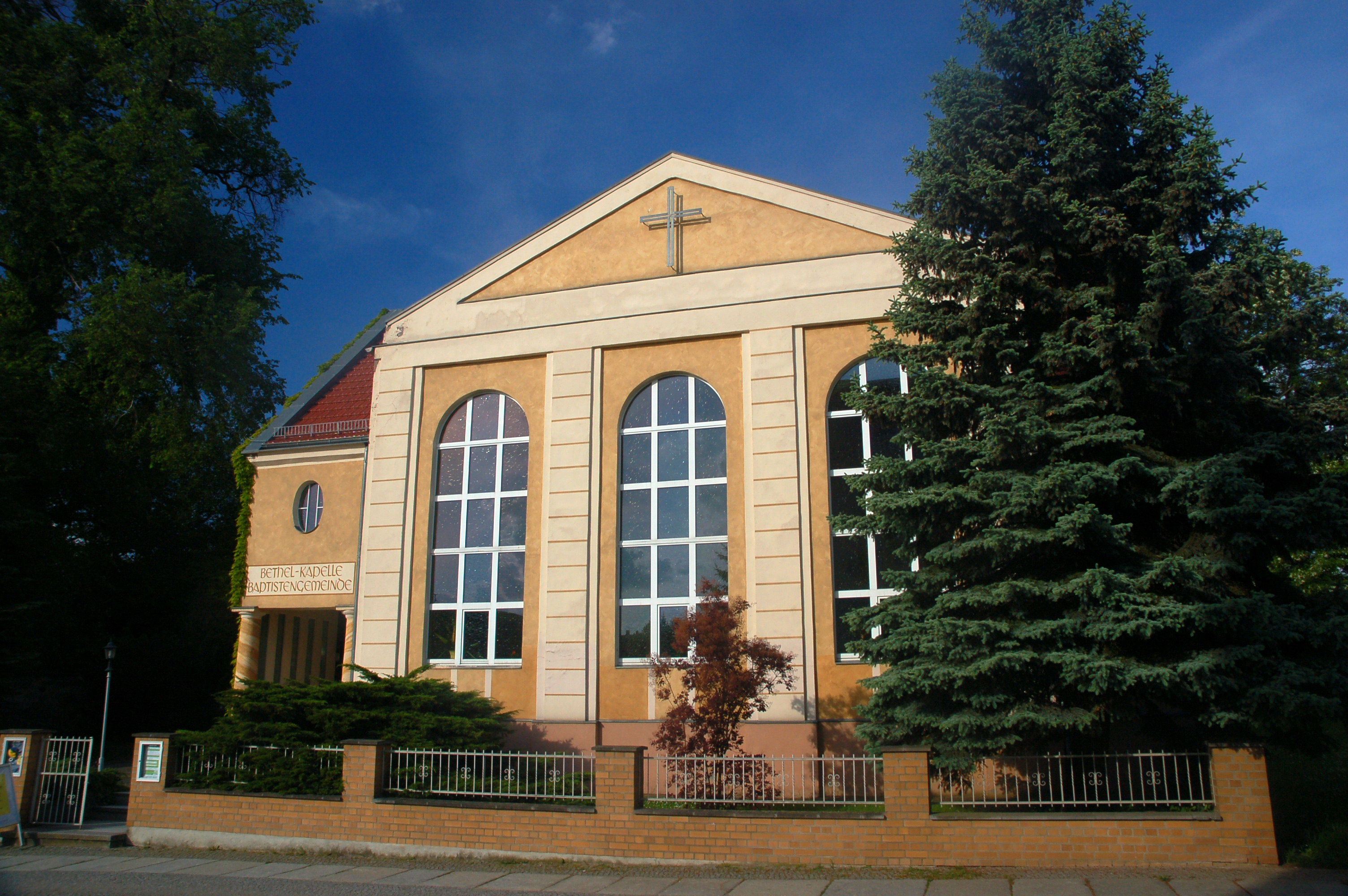
Bethelkapelle in Eberswalde

 In seine Eberswalder Zeit fiel der Berliner Mauerbau (1961), in dessen Folge sich der bis dahin gesamtdeutsche Bund Evangelisch-Freikirchlicher Gemeinden den neuen politischen Verhältnissen anpassen musste. Auf dem Gebiet der ehemaligen DDR entstand zunächst eine autonome Teilsynode des freikirchlichen Gemeindebundes, der sogenannte Bundesrat. Erster Vorsitzender des Bundesrates wurde Herbert Weist. Nach dessen plötzlichem Tod übernahm Morét 1968 neben seinem Gemeindedienst kommissarisch den Vorsitz der Teilsynode und begleitete in dieser Position die organisatorische und rechtliche Trennung des Gemeindebundes, die ebenfalls 1968 erfolgte und zur Gründung des Bundes Evangelisch-Freikirchlicher Gemeinden in der DDR führte.
Im Mai 1969 wählten die Abgeordneten der DDR-Gemeinden, die sich zur Bundeskonferenz in Dresden zusammengefunden hatten, Herbert Morét mit überwältigender Mehrheit zunächst in die Leitung des neu gegründeten DDR-Bundes. Diese schlug ihn einstimmig der Synode als ersten Präsidenten des Gemeindebundes vor. Dieser Vorschlag wurde ebenso einstimmig angenommen. Im Vorfeld der Wahlen hatte das Ministerium für Staatssicherheit gegen Morét interveniert, da er nach Ansicht der für Kirchenfragen zuständigen Mitarbeiter nicht zu den „progressiven“, das hieß im damaligen Sprachgebrauch: „nicht zu den systembejahenden“ Kräften innerhalb des Freikirchenbundes gehörte. Die Intervention blieb jedoch aufgrund der Akzeptanz, die Herbert Morét innerhalb seiner Freikirche genoss, erfolglos.
Morét versah das Amt als Präsident zunächst teilzeitlich neben seinem Dienst in der Bethelgemeinde in Berlin-Friedrichshain, den er 1970 übernommen hatte. 1975 gab er den Gemeindedienst auf und widmete sich vollzeitlich dem Präsidentenamt. Seinen Sitz hatte er im Bundeshaus Ostberlin, Gubener Straße.
1981 übergab Herbert Morét nach 13-jähriger Dienstzeit an der Spitze der Freikirche sein Amt an Manfred Sult. Beide werden gemeinsam mit Rolf Dammann anlässlich der Amtsübergabe von Klaus Gysi, damals DDR-Beauftragter für Kirchenfragen, am 22. Juli 1981 zu einem Empfang eingeladen.
Während der letzten Berufsjahre arbeitete Herbert Morét als Pastor der Evangelisch-Freikirchlichen Baptistengemeinde Eisenach / Oberellen. 1990 trat er in den Ruhestand. Seinen Lebensabend verbrachte er im Seniorendorf des Evangelisch-Freikirchlichen Diakoniewerks Pilgerheim Weltersbach. Im werkseigenen Krankenhaus erlag er am 9. Mai 2009 einer schweren Krankheit.
Morét war verheiratet. Die Ehe blieb kinderlos.

## Schriften in Auswahl
- Handreichung zur Ökumene-Frage; in Jahrbuch der Vereinigung Evangelischer Freikirchen in der DDR, Ausgabe 1971
- Unverbrüchliche Bruderschaft; in: Ulrich Materne, Günter Balders (Hrsgg.): Erlebt in der DDR. Berichte aus dem Bund Evangelisch-Freikirchlicher Gemeinden, Wuppertal und Kassel 1995, S. 180f